# Gottfrid Lindgren
Gottfrid Arthur Napoleon Lindgren (ur. 13 września 1892, zm. 18 grudnia 1975) – szwedzki zapaśnik walczący w stylu wolnym. Olimpijczyk z Antwerpii 1920, gdzie zajął piąte miejsce w wadze średniej.
Mistrz kraju w 1917, 1918, 1923; drugi w 1916 roku.

## Letnie Igrzyska Olimpijskie 1920
| Konkurencja        | Rundy eliminacyjne | Rundy eliminacyjne       | Klas. końcowa |
| Konkurencja        | 1/16               | 1/8                      | Miejsce       |
| ------------------ | ------------------ | ------------------------ | ------------- |
| 67,5 kg styl wolny | Wolny los Z        | Gudmund Grimstad (NOR) P | 5.            |